# Toms River
La ville de Toms River est le siège du comté d'Ocean, situé dans le New Jersey, aux États-Unis. Au recensement de 2010, Toms River compte 91 239 habitants.
La ville se nomme Township of Dover jusqu'en 2006.

## Géographie
Toms River a le statut administratif de township. Située au bord de l'océan Atlantique, la surface totale de la ville s'élève à 136,97 km2, dont 23,44 % sur le domaine marin. Toms River se trouve à 110 kilomètres au sud de Manhattan et à 89 kilomètres à l'est de Philadelphie.
Bien que l'essentiel de la ville soit situé sur le continent, les communautés de Dover Beaches South et Dover Beaches North se trouvent sur la péninsule de Barnegat, qui est une longue et étroite bande de terre qui sépare la baie de Barnegat de l'océan. Dover Beaches South jouxte la commune de Lavallette au nord, et celle de Seaside Heights au sud.
Toms River bénéficie de nombreuses plages le long de la côte, qui attirent beaucoup de résidents locaux mais aussi de visiteurs extérieurs.
Le climat de Toms River est considéré comme subtropical humide, avec des étés chauds et humides, des hivers froids, des printemps et des automnes doux.

## Statut municipal
En termes administratifs, Toms River a le statut municipal de township. Son nom officiel date de 2006, à la suite d'un référendum populaire qui approuve le passage de l'ancien nom (township de Dover) qui datait de 1768 au nouveau nom (township de Toms River). Cette modification entre en vigueur le 14 novembre 2006.
Dover Beaches North (1 239 habitants au recensement de 2010), Dover Beaches South (1 209 habitants au recensement de 2010) et Toms River CDP (88 791 habitants au recensement de 2010) sont des communautés non-incorporées, c'est-à-dire qui n'ont pas de statut municipal indépendant, et dont l'ensemble forme le township de Toms River.

## Démographie
D'après les chiffres du recensement de 2010, la ville compte 91 239 habitants répartis en 34 760 foyers et 24 353 familles. La répartition ethnique se fait pour l'essentiel entre Blancs à 89,9 %, Asio-Américains à 3,6 % et Noirs à 2,7 % ; par ailleurs, 7,9 % des habitants se déclarent hispaniques ou latinos.
Pour la période 2006-2010, 5,7 % des habitants (4,5 % des familles) se situent sous le seuil de pauvreté.

## Source
- (en) Cet article est partiellement ou en totalité issu de l’article de Wikipédia en anglais intitulé « Toms River, New Jersey » (voir la liste des auteurs).

1. 1 2  Chiffres du Bureau américain du recensement pour 2010
2. ↑  Données climatiques moyennes pour Toms River, weather.com
3. ↑  (en) Ryan Stowinsky, November 7, 2006: Voters change the name of Dover Township to Toms River Township, TomsRiverPatch (lire en ligne)
4. ↑  Chiffres du Bureau américain du recensement pour 2010
5. ↑  Chiffres du Bureau américain du recensement pour 2010
6. ↑  Chiffres du Bureau américain du recensement pour 2010
7. ↑  Les chiffres peuvent dépasser 100 %, car certaines personnes déclarent appartenir à plusieurs groupes à la fois, par exemple, noir et latino.
8. ↑  Estimations basées sur les enquêtes économiques de la période 2006-2010.